# Sony Ericsson Z550i
Sony Ericsson Z550i為索尼爱立信於2006年8月推出的GSM手提電話。內建130萬畫素數位相機。

## 主要特點
- 雙螢幕
- 130萬畫素照相機與4倍數位變焦
- 媒體播放器
- 調頻收音機
- 20MB 記憶容量並支援外接Memory Stick Micro – M2記憶卡，最高可支援至1GB
- 藍芽無線傳輸

## 變異
- Z550c-為中國大陸
- Z550i-為非洲、亞洲、澳洲和歐洲
- Z550a-為美洲